# Oljokma
Die 1436 km lange Oljokma (russisch Олёкма, auch Olekma; jakutisch Өлүөхүмэ (Ölüöchüme)) ist ein rechter Nebenfluss der Lena, in Sibirien (Russland, Asien).

## Verlauf
Die Oljokma entspringt im Gebirgszug Oljokminski Stanowik (russisch Олёкминский Становик) im nordöstlichen Teil des Jablonowygebirges in der Region Transbaikalien. Von dort aus fließt sie in zunächst nördlicher, später vermehrt nordöstlicher Richtung durch die dünnbesiedelte Hochgebirgslandschaft zwischen dem westlichen Stanowoihochland und dem östlichen Stanowoigebirge.
Nach der Einmündung des Tungir wendet sie sich wiederum nach Norden und überquert die Grenze zur Oblast Amur, deren nordwestliche Ecke sie in einem breiter werdenden Tal durchquert. Bei Ust-Njukscha mündet die Njukscha, ihr größter rechter Nebenfluss, ein. Ab hier verläuft die Baikal-Amur-Magistrale bis zur Einmündung des Chani im Tal des Flusses.
Kurz vor der Einmündung des Chani erreicht die Oljokma die Republik Sacha. Hier verengt sich das Flusstal wieder, während die Oljokma zwischen dem Stanowoigebirge im Osten und dem Udokanplateau im Westen in weiterhin vorwiegend nördlicher Richtung fließt. Etwa 30 km vor ihrer Mündung vereinigt sie sich bei Ust-Tschara mit ihrem größten Nebenfluss, der Tschara. Sie verlässt das Gebirge und fließt nun im breiten Tal der Lena, in die sie bei Oljokminsk mündet.

## Hydrologie und Nutzung
Die Oljokma wird hauptsächlich von Regen und Schneeschmelzwasser gespeist. Ihre niedrigsten Wasserstände hat sie im Spätwinter von Februar bis Anfang April, wenn sie bis in die Tiefe gefroren ist. Das etwa eine Woche andauernde Brechen des Eises beginnt im Mai und wird von Frühjahrshochwässern gefolgt, die im Juni ihren Höchststand erreichen und 37 % des jährlichen Abflusses liefern. Im Oktober friert sie dann wieder zu.
Die Oljokma fließt fast auf ihrem gesamten Lauf in einem engen Gebirgstal. Die Enge des Tals und der hohe Abfluss sorgen für eine hohe Strömung von 5–5,5 m/s. Erst auf den letzten Kilometern, nach der Einmündung der Tschara und dem Eintreten in das breite Tal der Lena sinkt diese auf 0,5–1,2 m/s ab.
In der eisfreien Zeit und nach den Überschwemmungen ist die Oljokma schiffbar, trotz ihrer hohen Strömungsgeschwindigkeit und zahlreicher Stromschnellen. Sie wird für die Wasserversorgung und touristisch genutzt.